# Бойцов, Владимир Емельянович
Влади́мир Емелья́нович Бойцо́в (26 октября 1924, Москва, СССР — 24 февраля 2011, Москва, Россия) — советский и российский учёный-геолог, доктор геолого-минералогических наук, профессор, заслуженный геолог Российской Федерации, заслуженный деятель науки и техники Российской Федерации, почётного разведчика недр, действительный члена академии горных наук и РАЕН.

## Биография
В. Е. Бойцов родился в Москве 26 октября 1924 года в семье врача. После окончания школы при посольстве СССР в Монголии в 1942 году был призван в ряды Красной Армии и принимал участие в боевых действиях на Дальнем Востоке в должности начальника разведки 13-й штурмовой батареи управления командующего артиллерией 17-й армии Забайкальского фронта.
После окончания с отличием Московского института цветных металлов и золота в 1950 году уехал по распределению в Чехословакию, где работал на различных должностях: от геолога до начальника геологоразведочной экспедиции. Под его руководством и при непосредственном участии были разведаны крупные урановые месторождения (Заднеходовское, Длажковское, Кладское), на основе которых создана уникальная в Европе сырьевая база стратегического вида минерального сырья.
С 1963 года преподаватель МГРИ.
С 1976 года заведующий кафедрой геохимии, минералогии, геологии месторождений руд редких и радиоактивных элементов.
С 1993 года заведующий кафедрой полезных ископаемых.
С 1974 по 1988 года проректор по научной работе МГРИ.
Скончался 24 февраля 2011 года в Москве. Похоронен на Ваганьковском кладбище Москвы.

## Научная деятельность
Владимир Емельянович занимался изучением урановых и золоторудных месторождений России, Восточной Европы, Средней и Центральной Азии. Научные работы В. Е. Бойцова внесли большой вклад в изучение геологического строения, минерального состава и закономерностей локализации месторождений, способствовали целенаправленному проведению поисково-разведочных и горных работ, расширению сырьевой базы действующих горнодобывающих предприятий. Его рекомендации, основанные на большом личном производственном и научном опыте, всегда носившие конкретный характер, и по сей день широко используются геологами-практиками.
В. Е. Бойцов — создатель новой классификации месторождений на формационной основе, автор более 150 печатных работ, в том числе учебников и учебных пособий, известный популяризатор геологии. В его работах большое внимание уделялось вопросам методики прогнозирования, поисков, разведки и разработки месторождений топливно-энергетических видов минерального сырья. Его публикации о становлении и развитии урановой геологии и ядерной отрасли России в газете «Природно-ресурсные ведомости» были удостоены премии «Золотое перо».
Под его руководством в МГРИ была создана научно-исследовательская часть, сотрудники которой проводили научные изыскания по расширению минерально-сырьевой базы страны во многих регионах СССР. В вузе он проработал почти 50 лет (с 1963 года), занимая различные должности. В. Е. Бойцов воспитал многих учеников, его идеи успешно развивают многочисленные последователи.

### Публикации
Книги
- Каждан А. Б., Бойцов В. Е., Зимин Д. Ф. Геология и методы поисков урановых месторождений. — М.: Недра, 1971. — 192 с.
- Бойцов В. Е. Геология месторождений урана. — М.: Недра, 1989. — 302 с. — ISBN 5-247-00935-5.
- Бойцов В. Е., Пилипенко Г. Н., Солодов Н. А. Месторождения благородных, радиоактивных и редких металлов. — М.: НИА-Природа, 1999. — 220 с. — ISBN 5-7844-0039-8.
- Бойцов В. Е., Вальков В. О., Фролов А. А. Факторы локализации и прогноз оруденения. — М.: Недра, 1991. — 234 с. — ISBN 5-247-02176-2.
- Авдонин В. В., Бойцов В. Е., Григорьев В. М., Семинский Ж. В., Солодов Н. А. Месторождения металлических полезных ископаемых. — М.: ЗАО «Геоинформмарк», 1998. — 269 с. — ISBN 5-900357-20-1.
- Арапов Ю. А., Бойцов В. Е., Кремчуков Г. А. и др. Урановые месторождения Чехословакии. — М.: Недра, 1984. — 442 с.

Статьи
- Boitsov V. E., Pilipenko G. N. Gold and uranium in the Mesozoic hydrothermal deposits of the Central Aldan region (Russia) (англ.) // Geology of Ore Deposits. — 1998. — Vol. 40, no. 4. — P. 315—328. — ISSN 1075-7015.
- Бойцов В. Е., Пилипенко Г. Н., Дорожкина Л. А. Модель формирования комплексных золотоурановых месторождений Центрально-Алданского рудного района // Известия высших учебных заведений. Геология и разведка. — 2006. — № 2. — С. 23—30. — ISSN 0016-7762.
- Бойцов В. Е., Верчеба А. А., Пилипенко Т. Н., Жданов А. В. Металлогеническое районирование Центрально-Алданского рудного района Республики Саха (Якутия) // Известия высших учебных заведений. Геология и разведка. — 2010. — № 5. — С. 23—32. — ISSN 0016-7762.
- Бойцов В. Е., Сурков А. В., Ахапкин А. А. Методика изучения самородного золота из отвалов гравитационного обогащения россыпей // Известия высших учебных заведений. Геология и разведка. — 2005. — № 2. — С. 42—45. — ISSN 0016-7762.
- Бойцов В. Е., Верчеба А. А., Пилипенко Г. Н., Жданов А. В. Условия образования месторождений с совместной локализацией золота и урана востока России // Разведка и охрана недр. — 2010. — № 3. — С. 9—11. — ISSN 0034-026X.
- Бойцов В. Е. Новая научная школа — «урановая геология» // Разведка и охрана недр. — 2005. — № 10. — С. 101—104. — ISSN 0034-026X.

## Награды и премии
- Кавалер ордена Отечественной войны I и II степени.
- Награждён медалью «За победу над Японией».
- Присвоено почётное звание «Заслуженный геолог Российской Федерации» (1998)[5].
- За заслуги в научной деятельности присвоено почётное звание «Заслуженный деятель науки и техники Российской Федерации» (1994)[6].
- Почётный разведчик недр.
- Награждён медалью ордена «За заслуги перед Отечеством» II степени (2008)[7].
- Кавалер ордена Дружбы народов.
- Кавалер ордена «Знак почёта».
- Награждён медалью ЧССР «За доблестный труд».
- Награждён знаком «Шахтёрская слава» I, II и III степеней.
- Награждён нагрудным знаком Госкорпорации Росатом «Е.П. Славский».
- Премия «Золотое перо».